# 알렉산드르 쿠즈네초프 (1959년)
알렉산드르 콘스탄티노비치 쿠즈네초프(러시아어: Александр Константинович Кузнецов, 1959년 12월 2일 ~ 2019년 6월 6일)는 소련과 러시아의 배우, 교사, 각본가, 교육자, 텔레비전 배우이다. 1959년 12월 2일에 소련(현재의 러시아) 프리모르스키 변경주 페트롭카 마을에서 태어났으며 보리스 슈킨 연극학교를 졸업했다. 1981년부터 배우로 데뷔했고 주로 미국에서 배우로 활동했다. 2014년부터 암 투병 생활을 해 오다가 2019년 6월 6일에 미국 로스앤젤레스에서 향년 60세를 일기로 사망했다.

## 영화
- 럭키 유 (2006년)
- 샤도우 복싱 (2005년) - 즈메이 역
- 스페이스 카우보이 (2000년)
- 피스메이커 (1997년)
- 백야의 연인 (1993년) - 페트로브 역